# Omicidio di Girolamo Tartaglione

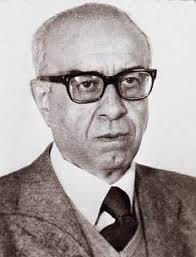

L'omicidio di Girolamo Tartaglione, un magistrato italiano ucciso da un nucleo armato delle Brigate Rosse durante gli anni di piombo, avvenne a Roma il 10 ottobre 1978.

## Storia
Girolamo Tartaglione (Napoli, 27 settembre 1913 - Roma, 10 ottobre 1978), entrato in magistratura, divenne sostituto procuratore della Repubblica a Santa Maria Capua Vetere e a Napoli; proseguì poi la carriera in magistratura come consigliere della Corte di Appello di Bari sino ad assumere le funzioni di consigliere della Corte Suprema di Cassazione con assegnazione anche alle Sezioni unite. A 65 anni accettò l'incarico presso l'allora Ministero di grazia e giustizia come Direttore generale degli Affari penali.
Martedì 10 ottobre 1978 venne assassinato a colpi di pistola da un gruppo di fuoco delle Brigate Rosse nell'ingresso della sua abitazione mentre, rientrato dal lavoro al Ministero, stava per entrare in ascensore. Due uomini, identificati in sede giudiziaria in Alessio Casimirri, nome di battaglia "Camillo", e Alvaro Lojacono "Otello", aprirono il fuoco a distanza ravvicinata e lo colpirono mortalmente alla testa. Del nucleo brigatista facevano parte con funzione di copertura anche Adriana Faranda e Massimo Cianfanelli. L'omicidio viene rivendicato con un volantino recapitato presso la sede romana del Corriere della Sera.
Con l'omicidio di Tartaglione e di altri operatori dell'amministrazione penitenziaria, le Brigate Rosse intesero colpire le nuove scelte di politica penitenziaria che puntavano al rafforzamento dei controlli di sicurezza. Tartaglione contribuì attivamente alla stesura del nuovo ordinamento penitenziario. Partecipò, inoltre, alla redazione del primo disegno di legge a riforma del sistema penale, attraverso cui si depenalizzavano alcuni reati e si introducevano sanzioni sostitutive . Tartaglione diede anche parere negativo alla liberazione di un brigatista durante la trattativa per la liberazione di Aldo Moro.